# Archichlora devoluta
Archichlora devoluta là một loài bướm đêm trong họ Geometridae.